# Nestor Kombot-Naguemon
Nestor Kombot-Naguemon (ur. 1934, zm. 26 października 2004 w Paryżu), polityk Republiki Środkowoafrykańskiej.
W latach 1969–1970 był ministrem spraw zagranicznych, pełnił także wiele innych funkcji ministerialnych pod rządami kolejnych liderów państwa (m.in. Bokassy). Stał na czele Liberalnej Partii Demokratycznej, wspierającej prezydenta (1993–2003) Patassé. Od 2001 był ambasadorem we Francji.
Popełnił samobójstwo, wyskakując z okna na szóstym piętrze swojej paryskiej rezydencji.